# Killjoys
Killjoys  é uma série de televisão canadense exibida pelo canal Space desde 19 de junho de 2015. A ordem de episódios para a série aconteceu em 7 de outubro de 2013, com 10 episódios.
A série foi renovada para uma segunda temporada em setembro de 2015, que estreou em 1 de julho de 2016. Killjoys foi renovada para uma terceira temporada de 10 episódios em setembro de 2016, que estreou em 30 de junho de 2017.

## Sinopse
Numa galáxia distante, as pessoas do planeta Qresh colonizaram as suas três luas, criando quatro mundos estratificados: cada um definido por linhas sócio-econômicas próprias e repletos de agitação social. Na unidade planetária conhecida como Quad, um grupo altamente regulamentado de caçadores de tesouros, os Killjoys, estão autorizados a exercer uma vasta gama de mandatos em toda a galáxia. Mas os Killjoys devem seguir regras estritas, e há consequências adversas para quem se desvie do seu mantra: “O mandato é tudo”. Os Killjoys não estão autorizados a tomar um lado pessoal ou político na sua missão, o que prova ser impossível e quase fatal para Dutch, que é uma Killjoy complicada e mortal no seu jogo e para seu parceiro, John, The Bastard, que é um pacificador que odeia conflitos.
| Temporada | Temporada | Episódios | Exibição original   | Exibição original     | Lançamento do DVD   | Lançamento do DVD | Lançamento do DVD |
| Temporada | Temporada | Episódios | Season premiere     | Season finale         | Região 1            | Região 2          | Região 4          |
| --------- | --------- | --------- | ------------------- | --------------------- | ------------------- | ----------------- | ----------------- |
|           | 1         | 10        | 19 de junho de 2015 | 21 de agosto de 2015  | 10 de maio de 2016  |                   |                   |
|           | 2         | 10        | 1 de julho de 2016  | 2 de setembro de 2016 | 18 de abril de 2017 |                   |                   |
|           | 3         | 10        | 30 de junho de 2017 | 1 de setembro de 2017 |                     |                   |                   |

## Elenco

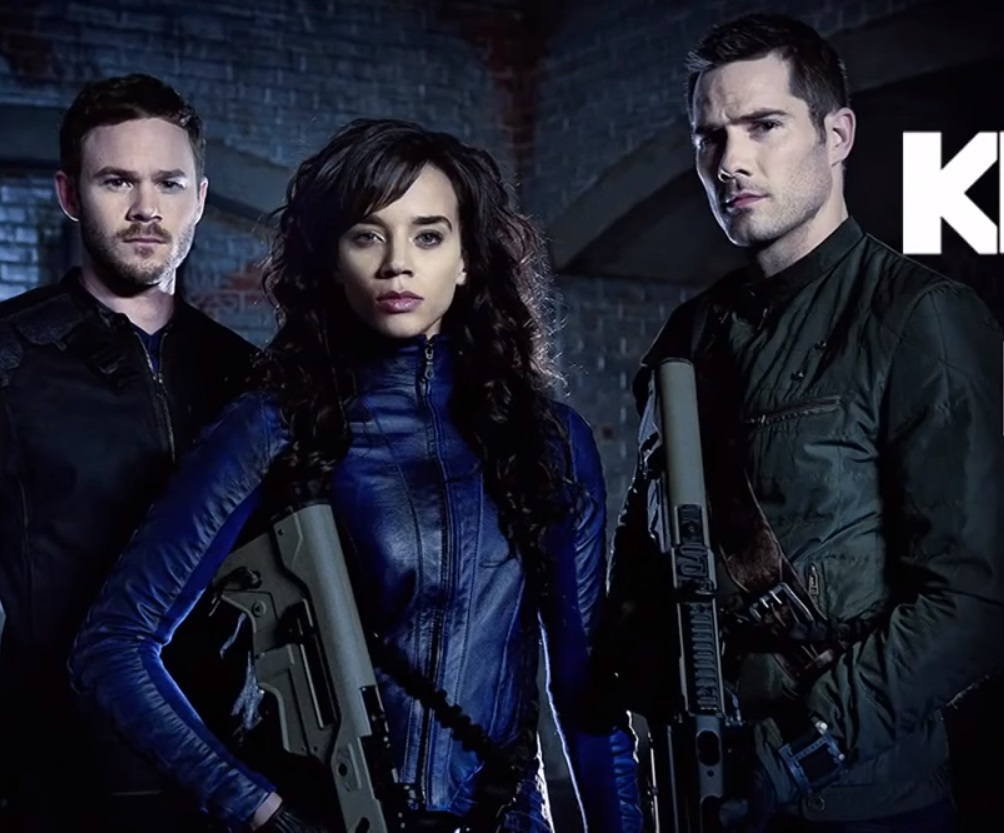
Elenco principal da série, Aaron Ashmore, Hannah John-Kamen e Luke Macfarlane

### Elenco principal
- Hannah John-Kamen como Yalena "Dutch" Yardeen, uma agente nível 5 da CAR com uma história secreta que foi criada pelo oficial da CAR Khlyen.
  - Aneela Kin Ritt, filha de Khlyen e prisioneira dos Hullen, que misteriosamente é fisicamente parecida com Dutch. (Temporada 2-presente)
- Aaron Ashmore como John Andras "Johnny" Jaqobis, um agente nível 3 (mais tarde nível 5) da CAR. Parceiro de Dutch por seis anos, ele lida com os aspectos técnicos de suas missões.
- Luke Macfarlane como D'avin Jaqobis, irmão mais velho de Johnny, ex-soldado que se torna um agente da CAR para ajudar seu irmão e Dutch.

### Elenco recorrente
- Tamsen McDonough como a voz de Lucy
- Morgan Kelly como Alvis ("God")
- Thom Allison como Pree
- Rob Stewart como Khlyen
- Sarah Power como Pawter Simms
- Mayko Nguyen como Delle Seyah Kendry
- Nora McLellan como Bellus Haardy
- Stephanie Leonidas e Tommie-Amber Pirie como Clara/Olli

## Dublagem brasileira
- Estúdio de dublagem: Vox Mundi[11]

## Produção
Em 1º de setembro de 2015, o canal Syfy anunciou a renovação de Killjoys para uma temporada de 10 episódios. Bill McGoldrick, VP executivo de conteúdo original do Syfy
foi citado dizendo: "Com uma ação emocionante baseada no espaço, construção de um mundo profundo, e um elenco de destaque, Killjoys atingiu um nervo com espectadores e críticos. Mal podemos esperar para ver quais aventuras Michelle Lovretta e Temple Street levarão Dutch, John e D'avin na segunda temporada". David Fortier e Ivan Schneeberg, os produtores executivos da série, foram citados dizendo: "Não podíamos estar mais empolgados em trazer Killjoys de volta e seu elenco estelar para o público em todo os EUA. Estamos ansiosos para trabalhar com a equipe no Syfy para uma segunda temporada emocionante."

## Transmissão
Killjoys estreou em 19 de junho de 2015, no Canadá e nos Estados Unidos, e os episódios foram ao ar simultaneamente nos dois canais toda Sexta-Feira. A série estreou no Reino Unido em 25 de janeiro de 2016 e na Austrália em 30 de janeiro de 2016.

## Recepção
O primeiro episódio da série recebeu 286,000 telespectadores no Canadá. Charlie Jane Anders do io9 deu a série uma crítica muito positiva dizendo "Se quiserem assistir diversão, personagens sarcásticos entrarem em dificuldade e sobreviver com a pele de seus dentes, em espaçonaves e planetas alienígenas, está errado, eu não quero estar certo. Killjoys tem a combinação certa de armas, facas de alta tecnologia, assassinos, lutas de gaiolas, missões em planetas hostis, segredos escuros, pequenas armas de robô e sensação de entrar de cabeça no espaço em geral para ser o perfeito deleite para as noites de sexta-feira." Observando as críticas negativas dos outros, ela declarou que: "nós não precisamos que todos os programas de televisão sejam True Detective ou mesmo Battlestar Galactica." Escrevendo para a Forbes, Merrill Barr deu aos primeiros quatro episódios da série uma média de críticas negativas numa análise intitulada "Sci-Fi divertido com nada mais a oferecer", opinando que, embora agradável para os fãs de ficção científica, apresentou "arquétipos de ficção científica que não trazem nada de novo na mesa", um universo de ficção "excessivamente complicado" e foi "extremamente leve na profundidade e intriga dos personagens". O Rotten Tomatoes deu a primeira temporada uma avaliação de 80% baseada em 15 reviews.

### Prêmios e nomeações
| Ano  | Prêmio                 | Categoria                                                | Indicado | Resultado | Ref    |
| ---- | ---------------------- | -------------------------------------------------------- | --- | --------- | ------ |
| 2015 | IGN Awards             | Melhor Série de Sci-Fi                                   | Killjoys | Indicado  | [ 19 ] |
| 2016 | Prix Aurora Awards     | Melhor Apresentação Visual                               | Killjoys | Indicado  | [ 20 ] |
| 2016 | Canadian Screen Awards | Melhor Realização de Maquiagem                           | Colin Penman, Ryan Reed | Indicado  | [ 21 ] |
| 2016 | Canadian Screen Awards | Melhores Efeitos Visuais                                 | Krista Allain, Igor Avdyushin, Jason Gougeon, Ran Long Wen, Ben Mossman, Yuhay-Ray Ng, Chris Ross, Kyle Sim, Somboun Souannhaphanh, Edward J. Taylor IV | Indicado  | [ 21 ] |
| 2017 | Young Artist Awards    | Melhor Atuação em uma série de TV - Jovem Ator Convidado | Jack Fulton | Indicado  | [ 22 ] |
| 2017 | Prix Aurora Awards     | Melhor Apresentação Visual                               | Michelle Lovretta | Pendente  | [ 23 ] |